# Rafael Kubelík
Jeroným Rafael Kubelík, (født 29. juni 1914 i Býchory, død 11. august 1996 i Horw) var en tjekkisk-født schweizisk komponist og dirigent.

## Historie
Han var søn af den kendte violinist Jan Kubelík der underviste Rafael i Prag. Som 19-årig debuterede han som dirigent for Česká filharmonie.
Han har arbejdet som fast chefdirigent for Chicago Symphony Orchestra (1950–53), The Royal Opera, Covent Garden (1955–58), og Symphonieorchester des Bayerischen Rundfunks (1961–79), og var en hyppigt brugt gæstedirigent hos førende orkestre i Europa og Amerika.